# Leptogium cellulosum
Leptogium cellulosum är en lavart som beskrevs av P. M. Jørg. & Tønsberg. Leptogium cellulosum ingår i släktet Leptogium och familjen Collemataceae.   Inga underarter finns listade i Catalogue of Life.